# Mike Muuss
Michael John Muuss (Iowa City, 16 oktober 1958 – Maryland, 20 november 2000) was een Amerikaanse softwareontwikkelaar die in dienst was van het Amerikaanse leger. Hij is vooral bekend als schrijver van het netwerkprogramma Ping (1983) waarmee IP-netwerkverbindingen getest kunnen worden.
Op 20 november 2000 kwam Muuss om bij een verkeersongeval in de Amerikaanse staat Maryland. De Michael J. Muuss Research Award van de Johns Hopkins-universiteit werd naar hem vernoemd.

## Externe link

Mike Muuss (links) aan het werk achter een computer